# AS 구비오 1910
아소차치오네 스포르티바 구비오 1910(Associazione Sportiva Gubbio 1910)는 움브리아주의 구비오를 연고로 하는 이탈리아의 프로 축구팀이다. 현재는 이탈리아 축구 3부 리그에 해당하는 세리에 C에 참가중이다.

## 역사
클럽은 1910년에 창단되었다.

### 세리에 B
2010-11 시즌에 63년만에 세리에 B로 승격하였다.
하지만 다음 시즌에 곧바로 레가 프로 프리마 디비시오네로 강등되었다.

## 색과 경기장
팀의 색깔은 어두운 파란색과 붉은색이다.
홈구장은 총 수용인원 4,939명인 스타디오 피에트로 바르베티다.

## 선수 명단

### 현역
참고: FIFA 자격 규정에 따라 소속된 국가대표팀 국기를 표시합니다. 선수는 복수의 FIFA 비회원국 국적을 가지고 있을 수 있습니다.
| 번호 | 포지션 | 국적 | 이름                  |
| ---- | ------ | ---- | --------------------- |
| 15   | DF     |      | 안드레아 시뇨리니     |
| 21   | MF     |      | 프란체스코 코르시넬리 |

| 번호 | 포지션 | 국적 | 이름 |
| ---- | ------ | ---- | ---- |

## 역대 감독
| 감독            | 임기        |
| --------------- | ----------- |
| 주세페 갈데리시 | 2000 ~ 2001 |
| 루이지 아폴로니 | 2012        |
| 주세페 갈데리시 | 2018 ~ 2019 |